# أليس أميرة بيت المقدس وأنطاكية
أليس الأورشليمية/المقدسية والمعروفة أيضاً بـ أليس الأنطاكية، كانت أميرة بيت المقدس ثم أميرة أنطاكية.
هي الابنة الثانية لـ بالدوين الثاني ملك بيت المقدس ومورفيا دي ميليتين "ملطية حالياً"؛ كان لديها ثلاثة شقيقات، وأيضا هي خالة كل من بالدوين الثالث وعموري الأول ملكي بيت المقدس، وريموند الثالث كونت طرابلس.
أصبح بالدوين الثاني حاكماً لأنطاكية بعد هزيمة أنطاكية في معركة ساحة الدم في 1119، وفي 1126 أصبح بوهيموند ابن بوهيموند الأول أمير لأنطاكية بالغاً من العمر الثامنة عشر عاماً وطالب بميراثه، وبعد استلامه الإمارة أصبح متزوجاً منها، ويُرجح أن زواجه منها كان جزءاً من مفاوضات مسبقة قبل استلامه الإمارة.
في عام 1130 قتل بوهيموند في معركة مع دانشمنديون، عاد والدها بالدوين لتولى الوصاية على ابنتهما كونستانس، ولكن أليس أرادت حكم الإمارة بنفسها وحاولت التحالف مع زنكي أتابك سلجوقي لـ الموصل وحلب وتقديم ابنتها للزواج من أمير مسلم، الرسول الذي أرسلته أليس إلى زنكي تم اعترضه في الطريق من قبل أعوان بالدوين الثاني وقد تم تعذيبه ثم إعدامه، رفضت أليس السماح لوالدها الدخول أنطاكية، ولكن بعض نبلاء أنطاكية فتحوا أبواب أمام ممثلين بالدوين فولك دي أنجو (زوج شقيقة أليس) وجوسلين الأول كونت الرها، فرت أليس أولا نحو قلعة وأخيراً توسلت بالعفو أمام قدمي والدها، مع أن تم التوفيق بينهما إلا أنه قام بطردها من أنطاكية سامحاً لها ببقاء في أراضي مهرها اللاذقية أو الجبيل، غادر بالدوين أنطاكية واضعاً جوسلين كنائب له على الصغيرة كونستانس.
توفي والدها بالدوين في 1131 وخلفته شقيقته الكبرى وزوجها ميليسندا وفولك الأنجوي، وتوفي جوسلين أيضا بعد فترة وجيزة، حاولت أليس الرجوع مرة أخرى إلى الوصاية في أنطاكية لأنها لم تكن ترغب أن ترث ابنتها الإمارة دون إشرافها، ناشد النبلاء أنطاكية فولك للحصول على المساعدة، تحالفت أليس مع حكام الدولتين الصليبيتين الشمالية بونس كونت طرابلس وجوسلين الثاني كونت الرها، لهذا بونس لم يسمح لـ فولك عبر أراضيه مما اضطر فولك بعبور البحر لوصول إلى أنطاكية، بحيث خشى كلا من بونس وجوسلين في أن يجعل فولك إمارتيهما تابعتين لـ مملكة بيت المقدس، وعلى الرغم من التردد إلا أنها تمكنت من استمالتهما بسهولة، خاض بونس وفولك معركة بالقرب من بورجيا، إلا أن في نهاية المطاف جعل الصلح بينهما، واستطاع فولك استعادة الوصاية في أنطاكية ووضع الإمارة تحت سيطرة رينو ماسوير.
حوالي 1135 حاولت أليس مرة أخرى السيطرة على أنطاكية بالتفاوض مع الإمبراطورية البيزنطية لتزويج ابنتها من الإمبراطور القادم مانويل كومنينوس ومع ذلك استدعوا نبلاء الإمارة الذين لا يريدون تحالفاً بيزنطياً ريموند البواتيي للزواج من كونستانس، أقنع بطريرك أنطاكية أليس بأن تتزوج من ريموند، بدلاً من ابنتها ذو التسع أعوام، لكن خلال الزفاف فاجأ البطريرك الجميع حين أخذ الأميرة كونستانس سراً وزوّجها من ريموند بالكاتدرائية دون علم والدتها.
بعد إذلال أليس تركت أنطاكية ولم تعد أبداً إلى أنطاكية، وتوفيت في اللاذقية بعد 1136.